# Premi e riconoscimenti di Ariana Grande
Premi e riconoscimenti di Ariana Grande, cantautrice e attrice statunitense. 
Nel 2013, grazie alla pubblicazione del suo primo album Yours Truly, la cantante vince il prestigioso American Music Award nella categoria "Artista esordiente dell'anno".
Nel 2015, dopo l'enorme successo globale del suo secondo disco My Everything, Grande ottiene le sue prime nomination ai Grammy Award come "Miglior album pop vocale" e "Miglior interpretazione pop di gruppo" per il singolo Bang Bang. Il primo singolo estratto dal medesimo album, Problem, vince il premio come "Miglior video pop" agli MTV Video Music Awards e "Miglior canzone" agli MTV Europe Music Awards.
Nel 2016 Grande riesce a trionfare agli American Music Awards vincendo l'ambito premio di "Artista dell'anno".
Nel 2018 Grande viene nominata "Donna dell'anno" dalla rivista Billboard durante la premiazione Billboard Women in Music. L'anno seguente, la cantante ottiene il suo primo riconoscimento ai Grammy Award con il suo quarto album Sweetener, premiato come "Miglior album pop vocale". Lo stesso anno è stata vincitrice del premio "Artista femminile internazionale dell'anno" ai BRIT Awards, "Miglior direzione artistica" per il video di 7 Rings e "Artista dell'anno" agli MTV Video Music Awards e "Miglior artista femminile" ai Billboard Music Awards.
Nel 2021 ha ricevuto invece il suo secondo Grammy Award nella categoria "miglior performance pop di un duo o un gruppo" grazie al singolo Rain On Me, in collaborazione con Lady Gaga. Come attrice, Ariana Grande ha vinto il premio di "Attrice TV preferita" per il ruolo di Cat Valentine nella serie televisiva Sam & Cat ai Nickelodeon Kids' Choice Awards nel 2014.
Tra il 2021 e il 2022, Grande (grazie al ruolo di Riley Bina nel film Don't Look Up) è stata nominata insieme al cast ai maggiori premi cinematografici come il Satellite Award, lo Screen Actors Guild Award e il Critics' Choice Award.
Nel 2024, dopo aver interpretato il ruolo di Glinda nell'adattamento cinematografico di Wicked, Grande ottiene la sua prima nomination ai Golden Globe e ai Premi Oscar nella categoria "Migliore attrice non protagonista".
Grazie al suo impegno nel sociale e al suo attivismo, nel 2017 è stata premiata come "Campione dell'industria musicale" agli Artist & Manager Awards e come "Eroe dell'anno" agli NME Awards del 2018. Tra il 2018 e il 2025, Ariana Grande ha inoltre conseguito 40 Guinness dei primati incluso il premio come l'artista femminile ad avere avuto maggiori debutti in prima posizione nella classifica Billboard Hot 100 nella storia.

## AACTA International Awards
- 2025 – Candidatura come miglior attrice non protagonista per Wicked[8]

## AARP Movies for Grownups Awards
- 2022 – Candidatura come miglior cast corale per Don't Look Up[9]

## Academy Awards
- 2025 – Candidatura al premio Oscar come miglior attrice non protagonista per Wicked[10]

## Acervo Awards
- 2022 – Candidatura come miglior artista internazionale[11]
- 2023 – Miglior fandom internazionale dell'anno[12]

## Actuality Awards
- 2018 – Miglior artista/gruppo internazionale[13]
- 2018 – Artista "Actuality"

## Alliance of Women Film Journalists
- 2025 – Candidatura come miglior cast e direttore del casting per Wicked[14]

## AllMusic Year in Review Awards
- 2016 – Album pop preferiti per Dangerous Woman[15]
- 2018 – Album migliori dell'anno per Sweetener[16]
- 2018 – Album pop preferiti per Sweetener[17]
- 2019 – Album migliori dell'anno per Thank U, Next[18]
- 2019 – Album pop preferiti per Thank U, Next[19]
- 2024 – Album migliori dell'anno per Eternal Sunshine[20]
- 2024 – Album pop preferiti per Eternal Sunshine[21]

## AllureBest of Beauty Awards
- 2022 – Miglior mascara allungante per "Flourishing Lengthening Mascara" di R.E.M. Beauty[22]

## AllureReaders' Choice Awards
- 2022 – Miglior nuovo brand per R.E.M. Beauty[23]
- 2023 – Miglior profumo per "Cloud by Ariana Grande"[24]
- 2024 – Candidatura come miglior profumo per "Cloud by Ariana Grande"[25]
- 2025 – Candidatura come miglior profumo per "Cloud by Ariana Grande"[26]

## American Music Awards
- 2013 – Artista esordiente dell'anno[1]
- 2015 – Candidatura come artista dell'anno[27]
- 2015 – Artista pop/rock preferita
- 2016 – Artista dell'anno[3]
- 2018 – Candidatura come artista social preferita[28]
- 2019 – Candidatura come artista dell'anno[29]
- 2019 – Candidatura come artista pop/rock preferita
- 2019 – Candidatura come artista social preferita
- 2019 – Candidatura come tour musicale dell'anno per lo Sweetener World Tour
- 2019 – Candidatura come album pop/rock preferito per Thank U, Next
- 2019 – Candidatura come video musicale perferito per 7 Rings
- 2020 – Candidatura come artista social preferita[30]
- 2020 – Candidatura come collaborazione dell'anno per Rain on Me
- 2020 – Candidatura come video musicale preferito per Rain on Me
- 2021 – Candidatura come artista dell'anno[31]
- 2021 – Candidatura come artista pop/rock preferita
- 2021 – Candidatura come album pop/rock preferito per Positions
- 2021 – Candidatura come canzone pop preferita per Save Your Tears (Remix)
- 2025 – Candidatura come artista dell'anno[32]
- 2025 – Candidatura come colonna sonora preferita per Wicked: The Soundtrack

## AMFT Awards
- 2019 – Miglior album pop vocale per Thank U, Next[33]
- 2019 – Miglio esibizione pop solista per Imagine
- 2020 – Miglior esibizione pop di un duo o di un gruppo per Rain on Me[34]

## ARIA Music Awards
- 2019 – Candidatura come miglior artista internazionale[35]
- 2021 – Candidatura come artista internazionale più popolare[36]
- 2024 – Candidatura come artista internazionale più popolare[37]

## Artist & Manager Awards
- 2017 – Campione dell'industria musicale per One Love Manchester (insieme a Scooter Braun)[38]

## ASCAP Pop Music Awards
- 2015 – Canzone più suonata dell'anno per Problem[39]
- 2018 – Premio per la scrittura di Side to Side[40]
- 2019 – Premio per la scrittura di God Is a Woman[41]
- 2019 – Premio per la scrittura di No Tears Left to Cry[41]
- 2020 – Premio per la scrittura di 7 Rings[42]
- 2020 – Premio per la scrittura di Break Up with Your Girlfriend, I'm Bored
- 2020 – Premio per la scrittura di Breathin
- 2020 – Premio per la scrittura di Thank U, Next
- 2022 – Premio per la scrittura di 34+35[43]
- 2022 – Premio per la scrittura di Positions
- 2022 – Premio per la scrittura di POV

## Astra Film Awards
- 2024 – Migliore attrice non protagonista per Wicked[44]
- 2024 – Candidatura come miglior cast corale per Wicked

## Astra Television Awards
- 2025 – Candidatura come migliore attrice ospite in una serie comica per Saturday Night Live[45]

## Atlanta Film Critics Circle
- 2024 – Miglior attrice non protagonista per Wicked[46]

## Austin Film Critics Association
- 2025 – Candidatura come miglior attrice non protagonista per Wicked[47]

## Bambi Awards
- 2014 – Miglior artista esordiente[48]

## Basenotes Reader Awards
- 2016 – Candidatura come miglior profumo di una celebrità per "Ari by Ariana Grande"[49]

## BBC Radio 1's Teen Awards
- 2016 – Candidatura come miglior artista solista internazionale[50]
- 2017 – Miglior artista solista internazionale[51]
- 2019 – Miglior artista solista internazionale[52]

## BET Awards
- 2014 – Candidatura come miglior artista esordiente[53]
- 2025 – Candidatura al BET Her Award per Defying Gravity[54]

## Billboard Music Award
- 2014 – Candidatura come miglior artista esordiente[55]
- 2015 – Candidatura come miglior artista[56]
- 2015 – Candidatura come miglior artista femminile
- 2015 – Candidatura come miglior artista Hot 100
- 2015 – Candidatura come miglior artista social
- 2015 – Candidatura come miglior artista in streaming
- 2015 – Candidatura come miglior canzone dance/elettronica per Break Free
- 2016 – Candidatura come miglior artista femminile[57]
- 2016 – Candidatura come miglior artista social
- 2017 – Candidatura come miglior artista[58]
- 2017 – Candidatura come miglior artista femminile
- 2017 – Candidatura come miglior artista social
- 2018 – Candidatura come miglior artista social
- 2019 – Candidatura come miglior artista[59]
- 2019 – Miglior artista femminile
- 2019 – Premio Chart Achievement
- 2019 – Candidatura come miglior artista Billboard 200
- 2019 – Candidatura come miglior artista Hot 100
- 2019 – Candidatura come miglior artista in streaming
- 2019 – Candidatura come miglior artista in radio
- 2019 – Candidatura come miglior artista social
- 2020 – Candidatura come miglior artista femminile[60]
- 2020 – Candidatura come miglior artista social
- 2020 – Candidatura come miglior album Billboard 200 per Thank U, Next
- 2021 – Candidatura come miglior artista femminile[61]
- 2021 – Candidatura come miglior artista social
- 2021 – Candidatura come miglior canzone dance/elettronica per Rain on Me
- 2022 – Candidatura come miglior canzone Hot 100 per Save Your Tears (Remix)[62]
- 2022 – Candidatura come miglior collaborazione per Save Your Tears (Remix)
- 2022 – Candidatura come miglior canzone in radio per Save Your Tears (Remix)
- 2022 – Candidatura come miglior canzone in streaming per Save Your Tears (Remix)
- 2022 – Candidatura come miglior canzone Global 200 per Save Your Tears (Remix)
- 2022 – Candidatura come miglior canzone Global 200 (Excl. U.S.) per Save Your Tears (Remix)
- 2023 – Candidatura come miglior collaborazione per Die for You (Remix)[63]
- 2023 – Candidatura come miglior canzone in radio per Die for You (Remix)
- 2023 – Candidatura come miglior canzone R&B per Die for You (Remix)
- 2023 – Candidatura come miglior canzone Global 200 per Die for You (Remix)
- 2023 – Candidatura come miglior canzone Global 200 (Excl. U.S.) per Die for You (Remix)
- 2024 – Candidatura come miglior artista Billboard Global 200[64]
- 2024 – Candidatura come miglior artista Billbloard Global 200 (Excl. U.S.)
- 2024 – Candidatura come miglior canzone dance/elettronica per Yes, And?

## Billboard.com Mid-Year Music Awards
- 2013 – Miglior artista emergente[65]
- 2014 – Candidatura come artista più importante della prima metà dell’anno[66]
- 2014 – Candidatura come miglior video musicale per Problem
- 2014 – Miglior esibizione televisiva insieme a Iggy Azalea e Charli XCX
- 2014 – Candidatura come evento più anticipato della seconda metà del 2014 per My Everything

## Billboard Women in Music
- 2014 – Stella nascente[67]
- 2018 – Donna dell'anno[68]

## Bravo Otto
- 2013 – Candidatura al premio "Superstar"[69]
- 2013 – Candidatura al premio "Super migliori amiche" insieme a Jennette McCurdy[70]
- 2015 – Premio "Super cantante femminile" (bronzo)[71]
- 2021 – Premio "Super cantante internazionale"[72]
- 2022 – Premio "Super cantante internazionale"[73]
- 2025 – Candidatura come miglior cantante internazionale[74]

## BreakTudo Awards
- 2018 – Candidatura come miglior artista femminile internazionale[75]
- 2019 – Candidatura alla miglior artista femminile internazionale[76]
- 2019 – Candidatura come miglior fandom internazionale
- 2019 – Candidatura come "Clip Boom" dell’anno per Thank U, Next
- 2019 – Candidatura come miglior hit internazionale per Thank U, Next
- 2019 – Candidatura come album dell’anno per Thank U, Next
- 2020 – Candidatura come miglior artista femminile internazionale[77]
- 2020 – Candidatura come miglior videoclip internazionale per Rain on Me
- 2020 – Candidatura come miglior fandom internazionale
- 2021 – Miglior artista femminile internazionale[78]
- 2021 – Candidatura come miglior hit internazionale per Save Your Tears (Remix)
- 2021 – Candidatura come miglior videoclip internazionale per Positions
- 2021 – Album dell’anno per Positions
- 2022 – Miglior artista femminile internazionale[79]
- 2022 – Candidatura come miglior fandom internazionale
- 2023 – Miglior collaborazione internazionale per Die for You (Remix)[80]
- 2024 – Candidatura come miglior artista femminile internazionale[81]
- 2024 – Candidatura come miglior fandom internazionale
- 2024 – Candidatura come miglior videoclip internazionale per We Can't Be Friends (Wait for Your Love)

## Break The Internet Awards
- 2018 – Animale domestico di una celebrità dell'anno (assegnato a Piggy Smallz)[82]
- 2018 – Rilascio musicale dell'anno per Sweetener

## BRIT Award
- 2016 – Candidatura come miglior artista solista femminile internazionale[83]
- 2019 – Miglior artista solista femminile internazionale[84]
- 2020 – Candidatura come miglior artista solista femminile internazionale
- 2021 – Candidatura come miglior artista solista femminile internazionale

## British Academy Film Awards
- 2025 – Candidatura come miglior attrice non protagonista per Wicked[85]

## British LGBT Awards
- 2017 – Canditatura come celebrità eterosessuale alleata alla comunità LGBT[86]
- 2018 – Candidatura come celebrità eterosessuale alleata alla comunità LGBT[87]

## BulletinAwards
- 2018 – Artista donna dell'anno[88]
- 2018 – Album dell'anno per Sweetener
- 2018 – Singolo dell'anno per No Tears Left to Cry
- 2018 – Video musicale dell'anno per God Is a Woman
- 2018 – Candidatura come esibizione dell'anno per "God is a woman (Live at the 2018 MTV VMAs)"
- 2018 – Candidatura come momento più scioccante dell'anno per il fidanzamento con Pete Davidson
- 2018 – MVP dell'estate 2018
- 2019 – Candidatura come artista donna dell'anno[89]
- 2019 – Candidatura come album dell'anno per Thank U, Next
- 2019 – Candidatura come video musicale dell'anno per 7 Rings
- 2019 – Candidatura come esibizione dell'anno per "Coachella Valley Music and Arts Festival"
- 2019 – Singolo dell'anno per 7 Rings
- 2019 – Artista dell'anno
- 2020 – Artista donna dell'anno[90]
- 2020 – Candidatura come singolo dell'anno per Rain on Me
- 2020 – Video musicale dell'anno per Rain on Me
- 2020 – Collaborazione dell'anno per Stuck with U
- 2021 – Artista donna dell'anno[91]
- 2021 – Candidatura come singolo dell'anno per Positions
- 2021 – Album dell'anno per Positions
- 2021 – Candidatura come collaborazione dell'anno per Save Your Tears (Remix)
- 2022 – Candidatura come miglior canzone scritta per media visivi per Just Look Up dal film Don't Look Up[92]

## Capricho Awards
- 2013 – Rivelazione Internazionale[93]
- 2013 – Miglior collaborazione per The Way con Mac Miller
- 2014 – Hit internazionale dell'anno per Problem[94]
- 2014 – Miglior collaborazione per Problem con Iggy Azalea
- 2014 – Candidatura come miglior cantante femminile internazionale
- 2014 – Candidatura come fan club dell'anno

## CelebMix Awards
- 2015 – Artista femminile dell'anno[95]
- 2016 – Miglior artista femminile[96]
- 2017 – Miglior artista femminile[97]
- 2017 – Miglior tour per il Dangerous Woman Tour
- 2018 – Miglior artista femminile[98]

## Chicago Indie Critics’ Windie Awards
- 2025 – Candidatura come migliore attrice non protagonista per Wicked[99]
- 2025 – Candidatura come miglior cast per Wicked

## Chicago Film Critics Association
- 2024 – Candidatura come migliore attrice non protagonista per Wicked[100]

## Clio Awards
- 2019 – Miglior video musicale per il video di No Tears Left to Cry (argento) [101]
- 2019 – Migliori effetti speciali per il video di No Tears Left to Cry (oro)
- 2019 – Miglior impegno sociale per Sweetener World Tour x Head Count (bronzo)
- 2019 – Miglior innovazione per la collaborazione con Memoji di Apple (bronzo)
- 2025 – Miglior campagna integrata di lancio di un album/promozione dell'artista per Eternal Sunshine (bronzo)[102]

## Columbus Film Critics Association
- 2025 – Candidatura come miglior attrice non protagonista per Wicked[103]
- 2025 – Candidatura come miglior cast per Wicked

## CosmopolitanHoly Grail Beauty Awards
- 2023 – Miglior eyeliner liquido per R.E.M. Beauty[104]

## CosmopolitanReaders' Choice Beauty Awards
- 2023 – Miglior brand di una celebrità per R.E.M. Beauty[105]
- 2024 – Candidatura come miglior brand di una celebrità per R.E.M. Beauty[106]
- 2025 – Candidatura come miglior brand di una celebrità per R.E.M. Beauty[107] (in sospeso)
- 2025 – Candidatura come miglior illuminante per "Interstellar highlight topper" di R.E.M. Beauty (in sospeso)

## CosmopolitanUK Winter Beauty Awards
- 2022 – Miglior correttore per R.E.M. Beauty[108]

## Critics Association of Central Florida
- 2025 – Miglior attrice non protagonista per Wicked (2ª classificata)[109]
- 2025 – Miglior cast per Wicked

## Critics' Choice Awards
- 2022 – Candidatura come miglior cast corale per Don't Look Up
- 2022 – Candidatura come miglior canzone originale per Just Look Up dal film Don't Look Up
- 2025 – Candidatura come migliore attrice non protagonista per Wicked[110]
- 2025 – Candidatura come miglior cast corale per Wicked

## Critics' Choice Real TV Awards
- 2022 – Candidatura come miglior cast corale in una serie non sceneggiata per The Voice[111]

## The Cybersmile Foundation Awards
- 2017 – Cybersmile del mese[112]

## Dallas-Fort Worth Film Critics Association
- 2024 – Migliore attrice non protagonista per Wicked (3ª classificata)[113]

## Danish Music Awards
- 2019 – Candidatura come album internazionale dell'anno per Thank U, Next

## Denver Film Critics Society
- 2022 – Candidatura come miglior canzone originale per Just Look Up dal film Don't Look Up
- 2025 – Migliore attrice non protagonista per Wicked'[114]
- 2025 – Candidatura come miglior cast corale per Wicked

## Detroit Film Critics Society
- 2021 – Candidatura come miglior cast corale per Don't Look Up

## Digital Spy Reader Awards
- 2018 – Miglior cantante[115]
- 2018 – Miglior canzone per No Tears Left to Cry (2ª classificata)
- 2018 – Miglior fanbase (3ª classificata)
- 2024 – Miglior attore per Wicked (2ª classificata) [116]

## DiscussingFilm Critic Awards
- 2022 – Candidatura come miglior canzone originale per Just Look Up[117]
- 2025 – Miglior attrice non protagonista per Wicked (argento)[118]

## Dorian Awards
- 2025 – Miglior attore non protagonista in un film per Wicked[119]
- 2025 – Miglior performance musicale televisiva per l'esibizione ai Premi Oscar 2025 insieme a Cynthia Erivo[120]

## Douban Abilu Music Award
- 2017 – Album pop internazionale dell'anno per Dangerous Woman

## Ex Awards
- 2022 – Miglior buzz marketing/influencer program per R.E.M. Beauty[121]

## Fragrance Foundation Awards
- 2016 – Candidatura come fragranza dell'anno popolare fra le donne per "Ari by Ariana Grande"[122]
- 2017 – Fragranza dell'anno popolare fra le donne per "Sweet Like Candy by Ariana Grande"[123]
- 2019 – Fragranza dell'anno popolare fra le donne per "Cloud by Ariana Grande"[124]
- 2020 – Candidatura come fragranza dell'anno (popolare) per "Thank U, Next by Ariana Grande"[125]
- 2021 – Fragranza dell'anno (popolare) per "R.E.M. by Ariana Grande"[126]
- 2022 – Candidatura come fragranza dell'anno (popolare) per "God Is A Woman by Ariana Grande"[127]
- 2023 – Candidatura come fragranza dell'anno (popolare) per "MOD Vanilla by Ariana Grande"[128]
- 2024 – Candidatura come fragranza dell'anno (popolare) per "Cloud Pink by Ariana Grande"[129]

## Fragrance Foundation Awards (UK)
- 2019 – Miglior nuova campagna mediatica per "Thank U, Next by Ariana Grande"[130]
- 2023 – Candidatura come miglior design & packaging per "Cloud 2.0 Intense by Ariana Grande"[131]
- 2024 – Candidatura come fragranza scelta dal pubblico per "Cloud Pink by Ariana Grande"[132]
- 2024 – Candidatura come fragranza scelta dal pubblico per "MOD Vanilla by Ariana Grande"

## Fragrance Foundation Awards (Germania)
- 2017 – Candidatura come Public's Choice: Lifestyle Fragrance (Women) per "Sweet Like Candy by Ariana Grande"[133]
- 2018 – Candidatura come Public's Choice: Lifestyle Fragrance (Women) per "Moonlight by Ariana Grande"[134]
- 2019 – Scelta del consumatore (popolare fra le donne) per "Cloud by Ariana Grande"[135]
- 2019 – Candidatura come Public's Choice: Lifestyle Fragrance (Women) per "Cloud by Ariana Grande"[136]
- 2020 – Candidatura come Public's Choice: Lifestyle Fragrance (Women) per "Thank U, Next by Ariana Grande"[137]
- 2022 – Candidatura come Public's Choice: Lifestyle Fragrance (Women) per "God Is A Woman by Ariana Grande"[138]

## Frogi Awards
- 2016 – Miglior artista donna internazionale
- 2017 – Miglior artista donna internazionale[139]
- 2018 – Miglior artista donna internazionale[140]
- 2019 – Miglior artista donna internazionale[141]
- 2019 – Miglior canzone internazionale per 7 Rings
- 2020 – Miglior artista donna internazionale[142]
- 2021 – Miglior artista donna internazionale[143]
- 2022 – Miglior artista donna internazionale[144]

## GAFFA Awards (Danimarca)
- 2019 – Artista solista internazionale dell'anno
- 2019 – Canzone internazionale dell'anno per Thank U, Next
- 2019 – Candidatura come album internazionale dell'anno per Sweetener
- 2020 – Candidatura come artista solista internazionale dell'anno
- 2021 – Artista solista internazionale dell'anno
- 2021 – Candidatura come album internazionale dell'anno per Positions

## GAFFA Awards (Norvegia)
- 2018 – Artista solista internazionale dell'anno
- 2018 – Candidatura come canzone internazionale dell'anno per God Is a Woman

## GAFFA Awards (Svezia)
- 2019 – Artista solista internazionale dell'anno
- 2019 – Album internazionale dell'anno per Sweetener
- 2019 – Candidatura come canzone internazionale dell'anno per Thank U, Next
- 2021 – Candidatura come artista solista internazionale
- 2021 – Candidatura come canzone internazionale dell'anno per 34+35

## Georgia Film Critics Association
- 2022 – Candidatura come miglior canzone originale per Just Look Up dal film Don't Look Up
- 2025 – Migliore attrice non protagonista per Wicked (2ª classificata)[145]
- 2025 – Candidatura come miglior cast per Wicked

## GlamourAwards
- 2016 – Candidatura come artista solista internazionale dell'anno[146]
- 2017 – Candidatura come artista solista internazionale dell'anno[147]

## GlamourBeauty & Wellness Awards
- 2023 – Miglior spray per il viso per R.E.M. Beauty[148]
- 2023 – Miglior ombretto per R.E.M. Beauty
- 2024 – Miglior eyeliner liquido per R.E.M. Beauty[149]

## Global Awards
- 2018 – Candidatura come miglior artista femminile[150]
- 2019 – Candidatura come miglior artista femminile
- 2019 – Candidatura come miglior canzone per No Tears Left to Cry[151]
- 2020 – Candidatura come miglior artista femminile
- 2024 – Candidatura come migliori fans

## Gold Derby Film Awards
- 2022 – Candidatura come miglior cast corale per Don't Look Up
- 2022 – Candidatura come miglior canzone originale per Just Look Up dal film Don't Look Up
- 2025 – Migliore attrice non protagonista per Wicked[152]
- 2025 – Miglior cast corale per Wicked

## Gold Derby Music Awards
- 2021 – Candidatura come artista dell'anno
- 2021 – Candidatura come canzone dell'anno per Rain on Me
- 2021 – Candidatura come registrazione dell'anno per Rain on Me
- 2021 – Miglior video musicale per Rain on Me
- 2022 – Candidatura come artista dell'anno
- 2022 – Candidatura come miglior artista pop
- 2022 – Candidatura come album dell'anno per Positions
- 2022 – Candidatura come miglior album pop per Positions
- 2022 – Candidatura come miglior collaborazione per Save Your Tears (Remix)
- 2024 – Candidatura come artista dell’anno[153]
- 2024 – Candidatura come album dell’anno per Eternal Sunshine
- 2024 – Candidatura come registrazione dell’anno per We Can't Be Friends (Wait for Your Love)
- 2024 – Candidatura come canzone dell’anno per We Can't Be Friends (Wait for Your Love)
- 2024 – Miglior video musicale per We Can't Be Friends (Wait for Your Love)
- 2024 – Candidatura come miglior collaborazione per The Boy Is Mine (Remix)
- 2024 – Miglior artista pop
- 2024 – Miglior album pop per Eternal Sunshine
- 2024 – Miglior canzone R&B per The Boy Is Mine (Remix)

## Golden Globe
- 2025 – Candidatura come miglior attrice non protagonista in un film per Wicked[5]

## Gracie Awards
- 2017 – Miglior cast per Hairspray Live![154]

## Grammy Award
- 2015 – Candidatura come miglior album pop vocale per My Everything[2]
- 2015 – Candidatura come miglior interpretazione pop duo/di gruppo per Bang Bang
- 2017 – Candidatura come miglior album pop vocale per Dangerous Woman[155]
- 2017 – Candidatura come miglior interpretazione pop solista per Dangerous Woman
- 2019 – Miglior album pop vocale per Sweetener
- 2019 – Candidatura come miglior interpretazione pop solista per God Is a Woman[4]
- 2020 – Candidatura come album dell'anno per Thank U, Next
- 2020 – Candidatura come miglior album pop vocale per Thank U, Next
- 2020 – Candidatura come registrazione dell'anno per 7 Rings
- 2020 – Candidatura come miglior interpretazione pop solista per 7 Rings
- 2020 – Candidatura come miglior interpretazione pop duo/di gruppo per Boyfriend
- 2021 – Miglior interpretazione pop duo/di gruppo per Rain on Me
- 2022 – Candidatura come miglior album pop vocale per Positions
- 2022 – Candidatura come miglior interpretazione pop solista per Positions
- 2025 – Candidatura come miglior album pop vocale per Eternal Sunshine
- 2025 – Candidatura come miglior interpretazione pop duo/di gruppo per The Boy Is Mine (Remix)
- 2025 – Candidatura come miglior registrazione pop dance per Yes, And?

## Greater Western New York Film Critics Association
- 2025 – Candidatura come miglior attrice non protagonista per Wicked[156]

## Guild of Music Supervisors Awards
- 2020 – Candidatura come miglior canzone scritta per un film per Don't Call Me Angel dal film Charlie's Angels

## Guinness dei primati
- 2018 – Brano musicale più veloce ad ottenere 100 milioni di streaming su Spotify per Thank U, Next[157]
- 2018 – Brano di un'artista donna più ascoltato in una settimana su Spotify per Thank U, Next[158]
- 2018 – Video musicale più visualizzato online in 24 ore per Thank U, Next[159]
- 2018 – Maggior numero di visualizzazioni in 24 ore su YouTube per un video musicale pubblicato da un'artista solista per Thank U, Next[160]
- 2018 – Maggior numero di spettatori ad una premiere di un video musicale su YouTube per Thank U, Next[161]
- 2018 – Brano di un'artista donna più ascoltato in una settimana nelle classifiche Billboard per Thank U, Next[162]
- 2018 – Maggior numero di streaming su Spotify per un'artista donna in un anno[163]
- 2018 – Maggior numero di ascoltatori mensili per un'artista donna su Spotify[164]
- 2019 – Donna più seguita su Instagram
- 2019 – Artista donna con il maggior numero di iscritti su YouTube
- 2019 – Brano di un'artista femminile più ascoltato in una settimana su Spotify per 7 Rings[165]
- 2019 – Brano più ascoltato in una settimana su Spotify 7 Rings[166]
- 2019 – Album pop più ascoltato in una settimana negli Stati Uniti d'America per Thank U, Next[167]
- 2019 – Album di un'artista donna più ascoltato in 24 ore su Spotify per Thank U, Next[168]
- 2019 – Album di un'artista donna con più streaming a pagamento nelle prime 24 ore negli Stati Uniti d'America per Thank U, Next
- 2019 – Album di un'artista donna più ascoltato in una settimana negli Stati Uniti d'America per Thank U, Next[169]
- 2019 – Album di un'artista donna più ascoltato in una settimana nel Regno Unito per Thank U, Next[170]
- 2019 – Primo artista solista ad occupare contemporaneamente le prime tre posizioni della Billboard Hot 100[171]
- 2020 – Donna più seguita su Instagram[172]
- 2020 – Artista donna con il maggior numero di iscritti su YouTube[173]
- 2020 – Artista donna più seguita su Spotify[174]
- 2020 – Tripletta più veloce di singoli in prima posizione nel Regno Unito da parte di un'artista donna[175]
- 2020 – Maggior numero di canzoni simultanee nella Top 40 della classifica dei singoli statunitensi da parte di un'artista donna[176]
- 2020 – Prima artista donna a sostituirsi alla prima posizione nella classifica dei singoli del Regno Unito[177]
- 2020 – Primo artista solista a rimpiazzarsi alla prima posizione della classifica dei singoli del Regno Unito per due settimane consecutive[178]
- 2020 – Tatuaggio di Eevee più popolare[179]
- 2020 – Maggior numero di candidature all'MTV Video Music Award per la miglior collaborazione[180]
- 2020 – Maggior numero di ascoltatori mensili per un'artista donna su Spotify[181]
- 2020 – Artista donna con il maggior numero di streaming su Spotify[182]
- 2020 – Maggior numero di debutti alla prima posizione della Billboard Hot 100[183]
- 2020 – Guadagno annuo più alto per una musicista donna[184]
- 2021 – Donna più seguita su Instagram[185]
- 2021 – Musicista più seguito su Instagram[186]
- 2021 – Musicista donna più seguita su Instagram[187]
- 2021 – Maggior numero di ascoltatori mensili per un'artista donna su Spotify[188]
- 2022 – Maggior numero di vittorie come cantante femminile preferita ai Kids' Choice Awards[189]
- 2022 – Maggior numero di debutti alla prima posizione della Billboard Hot 100 per un'artista donna[190]
- 2024 – Maggior numero di debutti alla prima posizione della Billboard Hot 100 per un'artista donna[191]
- 2025 – Maggior numero di ascoltatori mensili per un'artista donna su Spotify[192]
- 2025 – Maggior numero di candidature all'MTV Video Music Award per l'artista dell'anno[193]

## Hawaii Film Critics Society
- 2022 – Candidatura come miglior canzone originale per Just Look Up dal film Don't Look Up
- 2025 – Candidatura come miglior attrice non protagonista per Wicked[194]

## Hit FM Music Awards
- 2015 – Party Song dell'anno per Bang Bang[195]
- 2020 – Candidatura come artista donna dell'anno[196]
- 2020 – Candidatura come migliori dieci singoli dell'anno per 7 Rings
- 2021 – Migliori dieci singoli dell'anno per Stuck with U[197]
- 2021 – Candidatura come migliori dieci singoli dell'anno per Rain on Me[198]
- 2021 – Candidatura come migliori dieci singoli dell'anno per 34+35
- 2021 – Candidatura come migliori dieci singoli dell'anno per Positions
- 2021 – Candidatura come collaborazione dell'anno per Stuck with U
- 2021 – Candidatura come collaborazione dell'anno per Rain on Me
- 2021 – Candidatura come artista donna dell'anno
- 2022 – Candidatura come migliori dieci singoli dell'anno per Save Your Tears (Remix)
- 2022 – Candidatura come collaborazione dell'anno per Save Your Tears (Remix)
- 2025 – Candidatura come artista donna dell'anno
- 2025 – Party Anthem dell’anno per Yes, And?[199]
- 2025 – Migliori dieci singoli dell’anno per We Can't Be Friends (Wait for Your Love)
- 2025 – Candidatura come migliori dieci singoli dell’anno per Yes, And?

## Hito Pop Music Awards
- 2019 – Miglior canzone occidentale per Thank U, Next
- 2020 – Miglior canzone occidentale per Break Up with Your Girlfriend, I'm Bored

## Hollywood Handle Awards
- 2025 – Miglior attrice non protagonista per Wicked[200]

## Hollywood Critics Association
- 2022 – Miglior cast corale per Don't Look Up

## Hollywood Music in Media Awards
- 2021 – Candidatura come miglior canzone originale per Just Look Up dal film Don't Look Up
- 2024 – Candidatura come miglior canzone originale per Defying Gravity dal film Wicked

## Hollywood Music Video Awards
- 2025 – Candidatura come video musicale dell'anno per We Can't Be Friends (Wait for Your Love)[201]
- 2025 – Candidatura come migliore idea per We Can't Be Friends (Wait for Your Love)
- 2025 – Candidatura come miglior video pop per We Can't Be Friends (Wait for Your Love)
- 2025 – Candidatura come miglior recitazione per We Can't Be Friends (Wait for Your Love)
- 2025 – Miglior regia per We Can't Be Friends (Wait for Your Love)[202]
- 2025 – Candidatura come miglior coreografia per Yes, And?

## Houston Film Critics Society
- 2022 – Candidatura come miglior canzone originale per Just Look Up dal film Don't Look Up
- 2025 — Candidatura come migliore attrice non protagonista per Wicked
- 2025 — Candidatura come miglior cast corale per Wicked

## iHeartRadio MMVAs
- 2015 – Candidatura come miglior artista internazionale[203]
- 2016 – Candidatura come artista internazionale dell'anno[204]
- 2018 – Candidatura come video dell'anno per il video di No Tears Left to Cry[205]
- 2018 – Candidatura come singolo preferito dai fan per No Tears Left to Cry

## iHeartRadio Music Awards
- 2014 – Miglior giovane influente[206]
- 2014 – Candidatura come miglior fandom
- 2015 – Candidatura come artista dell'anno[207]
- 2015 – Miglior collaborazione per Bang Bang
- 2015 – Candidatura come miglior collaborazione per Problem
- 2015 – Candidatura come miglior fandom
- 2016 – Candidatura come miglior fandom[208]
- 2017 – Candidatura come artista femminile dell'anno[209]
- 2017 – Candidatura come miglior canzone cover per How Will I Know
- 2017 – Candidatura come miglior video musicale per il video di Side to Side
- 2017 – Candidatura come miglior fandom
- 2018 – Candidatura come miglior fandom[210]
- 2018 – Miglior animale domestico (asseganto a Toulouse)
- 2019 – Artista dell'anno[211]
- 2019 – Artista femminile dell'anno
- 2019 – Album pop dell'anno per Sweetener
- 2019 – Candidatura come miglior testo per Thank U, Next
- 2019 – Candidatura come miglior video musicale per il video di Thank U, Next
- 2019 – Candidatura come miglior canzone cover per (You Make Me Feel Like) A Natural Woman
- 2019 – Candidatura come miglior fandom
- 2020 – Candidatura come artista femminile dell'anno
- 2020 – Candidatura come miglior testo per 7 Rings
- 2020 – Candidatura come miglior video musicale per il video di 7 Rings
- 2020 – Candidatura come miglior remix per Good as Hell (Remix)
- 2020 – Candidatura come miglior fandom
- 2021 – Candidatura come artista femminile dell'anno
- 2021 – Candidatura come canzone dance dell'anno per Rain on Me
- 2021 – Candidatura come miglior video musicale per il video di Rain on Me
- 2021 – Candidatura come miglior fandom
- 2022 – Candidatura come artista femminile dell'anno
- 2022 – Candidatura come canzone dell'anno per Positions
- 2022 – Candidatura come miglior fandom
- 2025 – Candidatura come miglior testo per We Can't Be Friends (Wait for Your Love)[212]
- 2025 – Colonna sonora preferita per Wicked: The Soundtrack[213]

## iHeartRadio Titanium Awards
- 2019 – premio al miliardo di passaggi in radio per Breathin[214]
- 2019 – premio al miliardo di passaggi in radio per No Tears Left to Cry
- 2020 – premio al miliardo di passaggi in radio per 7 Rings[215]
- 2020 – premio al miliardo di passaggi in radio per Thank U, Next
- 2021 – premio al miliardo di passaggi in radio per Positions[216]

## Industry Dance Awards
- 2015 – Candidatura come pop star preferita[217]
- 2016 – Pop star preferita[218]

## InStyleBeauty Awards
- 2023 – Miglior eyeliner liquido per R.E.M. Beauty[219]

## Intensive Watch Award
"Intensive Watch" è stata una compagnia di monitoraggio e analisi delle tendenze musicali nel territorio tailandese. Fino ai primi di gennaio del 2025, prima di cessare definitivamente il servizio di rifornimento dati, ha assegnato targhe celebrative agli artisti i cui singoli si sono piazzati al vertice delle classifiche annuali e mensili dei brani più popolari fra le stazioni radiofoniche del distretto di Bangkok.
- 2018 – Canzone internazionale del mese (Ottobre 2018) per God Is a Woman[220]
- 2020 – Canzone internazionale del mese (Gennaio 2019) per Thank U, Next[221]
- 2021 – Canzone internazionale del mese (Dicembre 2020) per Positions[222]
- 2021 – Canzone internazionale del mese (Gennaio 2021) per 34+35[223]
- 2021 – Canzone internazionale del mese (Febbraio 2021) per 34+35[224]
- 2024 – Canzone internazionale del mese (Maggio 2024) per We Can't Be Friends (Wait for Your Love)[225]

## International Film Society Critics
- 2025 – Migliore attrice non protagonista per Wicked (2ª classificata)[226]

## Iowa Film Critics Association
- 2024 – Miglior attrice non protagonista per Wicked[227]

## J-14 Teen Icon Awards
- 2011 – Candidatura come preferenza dei fan iconica[228]
- 2012 – Candidatura come Tweeter iconica[229]
- 2012 – Candidatura come preferenza dei fan iconica
- 2012 – Candidatura come attrice TV iconica per Victorious
- 2012 – Candidatura come trendsetter iconica
- 2012 – Candidatura come triple threat iconico
- 2012 – Candidatura come video musicale iconico per Put Your Hearts Up
- 2013 – Candidatura come icona dell'anno[230]
- 2013 – Candidatura come star donna iconica
- 2013 – Candidatura come cantante donna iconica
- 2013 – Candidatura come canzone iconica per The Way
- 2013 – Candidatura come video musicale iconico per Almost Is Never Enough
- 2013 – Candidatura come attrice TV iconica per Sam & Cat
- 2013 – Coppia iconica, insieme a Nathan Sykes (2ª classificata)
- 2013 – Candidatura come fandom iconico
- 2013 – Candidatura come Tweeter iconica
- 2013 – Candidatura come Instagrammer iconica
- 2014 – Candidatura come cantante iconica[231]
- 2014 – Candidatura come video musicale iconico per Break Free
- 2014 – Candidatura come preferenza dei fan iconica
- 2014 – Candidatura come animale domestico di una star iconico per Toulouse, Ophelia, Coco e Fawkes
- 2014 – Candidatura come fandom iconico
- 2014 – Candidatura come trasformazione iconica
- 2014 – Candidatura come icona dell'anno
- 2014 – Candidatura come star donna iconica
- 2015 – Candidatura come icona dell'anno[232]
- 2015 – Candidatura come star donna
- 2015 – Candidatura come cantante donna
- 2015 – Candidatura come trendsetter donna
- 2016 – Candidatura come cantante donna iconica[233]
- 2016 – Snapchatter iconica[234]
- 2017 – Candidatura come cantante donna iconica[235]
- 2017 – Candidatura come snapchatter iconica
- 2018 – Candidatura come star donna iconica[236]
- 2018 – Candidatura come cantante donna iconica
- 2018 – Canzone iconica per Breathin[237]
- 2018 – Candidatura come video musicale iconico per Dance to This
- 2018 – Candidatura come video musicale iconico per No Tears Left to Cry
- 2019 – Candidatura come video musicale iconico[238]
- 2020 – Canzone iconica per Rain on Me[239]
- 2020 – Video musicale iconico per Rain on Me
- 2020 – Candidatura come collaborazione iconica per Rain on Me
- 2021 – Candidatura come cantante donna iconica[240]
- 2021 – Candidatura come collaborazione iconica per Save Your Tears
- 2021 – Instagrammer iconica[241]
- 2021 – Candidatura come coppia iconica, insieme a Dalton Gomez

## Japan Gold Disc Award
- 2015 – Artista esordiente dell'anno[242]
- 2015 – Top 3 nuovi artisti
- 2015 – Top 3 album per My Everything
- 2017 – Artista internazionale dell'anno[243]
- 2017 – Album internazionale dell'anno per Dangerous Woman
- 2017 – Top 3 album per Dangerous Woman
- 2019 – Top 3 album per Sweetener

## Jim Awards
- 2015 – Miglior artista donna internazionale[244]
- 2015 – Candidatura come “hottie” dell’anno

## Joox Thailand Music Awards
- 2019 – Candidatura come artista internazionale dell'anno[245]
- 2020 – Artista internazionale dell'anno[246]

## Joox Top Malaysia Music Awards
- 2020 – Canzone internazionale più popolare durante la prima metà del 2020 per Stuck with U[247]
- 2020 – Migliori 5 hit internazionali durante la prima metà del 2020 per Stuck with U
- 2021 – Migliori 5 artisti internazionali durante la seconda parte del 2020[248]
- 2021 – Migliori 5 artisti internazionali del 2020
- 2021 – Migliori 5 hit internazionali del 2020 per Stuck with U
- 2021 – Migliori 5 artisti internazionali durante la prima metà del 2021[249]
- 2022 – Migliori 5 artisti internazionali del 2021[250]

## Juno Award
- 2017 – Candidatura come album internazionale dell'anno per Dangerous Woman[251]
- 2020 – Candidatura come album internazionale dell'anno per Thank U, Next

## Kansas Film Critics Circle
- 2025 – Candidatura come miglior attrice non protagonista per Wicked[252]

## KKBOX Taiwan Music Awards
- 2025 – Top 100 artisti

## Las Culturistas Culture Awards
- 2023 – Premio "Allison Williams"[253]
- 2024 – Candidatura al premio "Eva Longoria"[254]
- 2025 – Candidatura come scambio di parole più iconico per l'intro di Defying Gravity[255]
- 2025 – Candidatura come miglior piagnona per Galinda Upland

## Las Vegas Film Critics Society
- 2024 – Candidatura come miglior attrice non protagonista per Wicked[256]
- 2024 – Candidatura come miglior cast corale per Wicked

## Latino Entertainment Journalists Association
- 2025 – Candidatura come miglior attrice non protagonista per Wicked[257]
- 2025 – Candidatura come miglior cast corale per Wicked

## LOS40 Music Awards
- 2014 – Candidatura come miglior artista esordiente[258]
- 2017 – Candidatura al premio "LOS40 Artist"[259]
- 2019 – Candidatura come miglior album internazionale per Thank U, Next[260]
- 2020 – Candidatura come miglior video musicale per Rain on Me[261]
- 2021 – Candidatura come miglior album internazionale per Positions[262]
- 2024 – Candidatura come miglior album internazionale per Eternal Sunshine

## Loud Cave Awards
- 2018 – Miglior artista Pop (3ª classificata)[263]
- 2019 – Miglior artista Pop (4ª classificata)[264]
- 2020 – Miglior canzone Pop per Rain on Me[265]

## Love Perfume Awards
- 2015 – Miglior lancio di una celebrità per “Ari by Ariana Grande”[266]
- 2019 – Miglior lancio di una celebrità per “Cloud by Ariana Grande”
- 2021 – Miglior lancio di una celebrità per “R.E.M. by Ariana Grande”[267]
- 2022 – Miglior lancio di una celebrità per “God Is A Woman by Ariana Grande”[268]
- 2023 – Miglior lancio di una celebrità per “Cloud 2.0 by Ariana Grande”[269]
- 2024 – Miglior lancio di una celebrità per “Cloud Pink by Ariana Grande”[270]

## Lunas del Auditorio
- 2016 – Candidatura come miglior artista pop straniera[271]
- 2018 – Candidatura come miglior artista pop straniera[272]

## Melon Music Award
- 2019 – Candidatura come migliori dieci artisti
- 2024 – Candidatura come miglior artista pop

## Michigan Movie Critics Guild
- 2024 – Migliore attrice non protagonista per Wicked[273]
- 2024 – Candidatura come miglior cast corale per Wicked

## Midnight Critics Circle
- 2025 – Migliore attrice non protagonista per Wicked[274]

## Minnesota Film Critics Association
- 2025 – Candidatura come miglior attrice non protagonista per Wicked[275]

## Most Played SongsOnline Awards
- 2015 – Candidatura come artista donna internazionale preferita[276]
- 2015 – Candidatura come canzone Pop preferita per Bang Bang
- 2015 – Candidatura come canzone Pop preferita per Break Free
- 2015 – Candidatura come canzone collaborazione preferita per Bang Bang
- 2015 – Candidatura come canzone album Pop dell'anno per My Everything
- 2016 – Candidatura come artista donna internazionale preferita[277]
- 2016 – Candidatura come canzone internazionale preferita per Focus
- 2017 – Artista donna internazionale preferita[278]
- 2019 – Candidatura come video musicale internazionale preferito per Thank U, Next[279]
- 2019 – Candidatura come canzone in cima alle classifiche preferita per Thank U, Next
- 2019 – Candidatura come album dell'anno per Sweetener
- 2019 – Candidatura come canzone internazionale preferita per No Tears Left to Cry
- 2019 – Candidatura come artista donna internazionale preferita
- 2020 – Candidatura come video musicale internazionale preferito per 7 Rings[280]
- 2020 – Candidatura come artista donna internazionale preferita
- 2021 – Video musicale internazionale preferito per Stuck with U[281]

## MTV Digital Days Awards
- 2016 – Insta Queen[282]

## MTV Europe Music Awards
- 2013 – Candidatura come miglior artista emergente[283]
- 2014 – Miglior artista femminile[284]
- 2014 – Candidatura come miglior artista pop
- 2014 – Candidatura come miglior artista push
- 2014 – Miglior canzone per Problem
- 2014 – Candidatura come migliori fans
- 2015 – Candidatura come miglior artista pop[285]
- 2016 – Candidatura come miglior artista pop[286]
- 2016 – Candidatura come miglior artista internazionale
- 2016 – Miglior artista statunitense
- 2016 – Candidatura come migliori fans
- 2017 – Candidatura come miglior artista[287]
- 2017 – Candidatura come migliori fans
- 2018 – Candidatura come miglior artista[288]
- 2018 – Candidatura come miglior artista pop
- 2018 – Candidatura come miglior artista statunitense
- 2018 – Candidatura come miglior canzone per No Tears Left to Cry
- 2018 – Candidatura come miglior video musicale per No Tears Left to Cry
- 2019 – Candidatura come miglior artista
- 2019 – Candidatura come miglior artista pop
- 2019 – Candidatura come miglior artista statunitense
- 2019 – Candidatura come miglior artista live
- 2019 – Candidatura come migliori fans
- 2019 – Candidatura come miglior canzone per 7 Rings
- 2019 – Candidatura come miglior video musicale per Thank U, Next
- 2020 – Candidatura come miglior canzone per Rain on Me
- 2020 – Candidatura come miglior collaborazione per Rain on Me
- 2020 – Candidatura come miglior video musicale per Rain on Me
- 2020 – Candidatura come migliori fans
- 2021 – Candidatura come miglior artista statunitense
- 2021 – Candidatura come miglior collaborazione per Save Your Tears (Remix)
- 2021 – Candidatura come migliori fans
- 2024 – Miglior artista pop[289]
- 2024 – Candidatura come miglior artista statunitense
- 2024 – Candidatura come migliori fans
- 2024 – Candidatura come miglior canzone per We Can't Be Friends (Wait for Your Love)
- 2024 – Candidatura cone miglior video musicale per We Can't Be Friends (Wait for Your Love)

## MTV Italian Music Awards
- 2015 – Candidatura al premio "Wonder Woman"
- 2015 – Candidatura al premio "MTV Star"[290][291]
- 2016 – Miglior artista internazionale[292]
- 2017 – Miglior artista internazionale[293]

## MTV Millennial Awards
- 2014 – Candidatura come hit internazionale dell'anno per Problem[294]
- 2015 – Hit internazionale dell'anno per One Last Time[295]
- 2015 – Instagrammer dell'anno
- 2016 – Snapchatter dell'anno[296]
- 2017 – Candidatura come instagrammer dell'anno[297]
- 2019 – Candidatura come hit internazionale dell'anno per Thank U, Next[298]
- 2019 – Candidatura come instagrammer dell'anno
- 2019 – Candidatura come miglior fandom
- 2019 – Candidatura al premio "#InstaPets" (assegnato a Toulouse)

## MTV Millenial Awards Brazil
- 2019 – Candidatura come miglior fandom dell'anno[299]
- 2019 – Candidatura come animale domestico dell'anno (assegnato a Piggy Smallz)
- 2019 – Candidatura come hit globale per Thank U, Next
- 2020 – Candidatura come collaborazione internazionale per Stuck with U[300]
- 2020 – Candidatura come collaborazione internazionale per Rain on Me
- 2020 – Hit globale per Rain on Me
- 2021 – Candidatura come collaborazione internazionale per Save Your Tears (Remix)
- 2021 – Candidatura come hit globale per Positions[301]

## MTV Movie & TV Awards
- 2017 – Candidatura come miglior canzone originale per Beauty and the Beast dal film La bella e la bestia[302]
- 2017 – Candidatura come miglior canzone originale per You Can't Stop the Beat dal film Hairspray Live!
- 2021 – Candidatura come miglior documentario musicale per Ariana Grande: Excuse Me, I Love You
- 2022 – Candidatura come miglior canzone originale per Just Look Up dal film Don't Look Up

## MTV Video Music Awards
- 2014 – Miglior video pop per Problem[303]
- 2014 – Candidatura come miglior video femminile per Problem
- 2014 – Candidatura come miglior video lyric per il lyric video di Problem
- 2014 – Candidatura come miglior collaborazione per Problem
- 2015 – Candidatura come miglior collaborazione per Bang Bang[304]
- 2015 – Candidatura come miglior collaborazione per Love Me Harder
- 2016 – Candidatura come miglior video femminile per Into You[305]
- 2016 – Candidatura come miglior video pop per Into You
- 2016 – Candidatura come miglior montaggio per Into You
- 2016 – Candidatura come miglior cinematografia per Into You
- 2016 – Candidatura come miglior collaborazione per Let Me Love You
- 2017 – Candidatura come artista dell'anno[306]
- 2017 – Candidatura come miglior coreografia per Side to Side
- 2018 – Candidatura come artista dell'anno[307]
- 2018 – Candidatura come video dell'anno per No Tears Left to Cry
- 2018 – Miglior video pop per No Tears Left to Cry
- 2018 – Candidatura come miglior cinematografia per No Tears Left to Cry
- 2018 – Candidatura come migliori effetti speciali per No Tears Left to Cry
- 2019 – Artista dell'anno[308]
- 2019 – Candidatura come canzone dell'anno per Thank U, Next
- 2019 – Candidatura come video dell'anno per Thank U, Next
- 2019 – Candidatura come miglior video pop per Thank U, Next
- 2019 – Candidatura come miglior regia per Thank U, Next
- 2019 – Candidatura come miglior cinematografia per Thank U, Next
- 2019 – Canzone dell'estate per Boyfriend
- 2019 – Candidatura come miglior inno per 7 Rings
- 2019 – Candidatura come miglior montaggio per 7 Rings
- 2019 – Miglior direzione artistica per 7 Rings
- 2019 – Candidatura come migliori effetti speciali per God Is a Woman
- 2019 – Candidatura come miglior video hip-hop per Rule the World
- 2020 – Candidatura come video dell'anno per Rain on Me
- 2020 – Canzone dell'anno per Rain on Me
- 2020 – Miglior collaborazione per Rain on Me
- 2020 – Candidatura come miglior video pop per Rain on Me
- 2020 – Miglior cinematografia per Rain on Me
- 2020 – Candidatura come miglior coreografia per Rain on Me
- 2020 – Candidatura come migliori effetti speciali per Rain on Me
- 2020 – Miglior video musicale da casa per Stuck with U
- 2020 – Candidatura come miglior collaborazione per Stuck with U
- 2021 – Candidatura come artista dell'anno
- 2021 – Candidatura come miglior video pop per Positions
- 2021 – Candidatura come miglior coreografia per 34+35
- 2022 – Candidatura come miglior performance online per il Rift Tour ft. Ariana Grande (Fortnite)
- 2024 – Candidatura come artista dell'anno
- 2024 – Candidatura come video dell'anno per We Can't Be Friends (Wait for Your Love)
- 2024 – Candidatura come canzone dell'estate per We Can't Be Friends (Wait for Your Love)
- 2024 – Candidatura come miglior regia per We Can't Be Friends (Wait for Your Love)
- 2024 – Miglior fotografia per We Can't Be Friends (Wait for Your Love)
- 2024 – Candidatura come miglior montaggio per We Can't Be Friends (Wait for Your Love)
- 2024 – Candidatura come migliori effetti speciali per The Boy Is Mine
- 2025 – Candidatura come video dell'anno per Brighter Days Ahead (in sospeso)[309]
- 2025 – Candidatura come miglior video pop per Brighter Days Ahead (in sospeso)
- 2025 – Candidatura come miglior film musicale per Brighter Days Ahead (in sospeso)
- 2025 – Candidatura come miglior regia per Brighter Days Ahead (in sospeso)
- 2025 – Candidatura come miglior fotografia per Brighter Days Ahead (in sospeso)
- 2025 – Candidatura come migliori effetti speciali per Brighter Days Ahead (in sospeso)
- 2025 – Candidatura come migliore artista pop (in sospeso)

## MTV Video Music Awards Japan
- 2014 – Miglior video di un'artista emergente per Baby I[310]
- 2015 – Miglior video di un'artista femminile per Problem[310]
- 2016 – Miglior video di un'artista femminile per Into You[311]
- 2016 – Candidatura come miglior video pop per Into You
- 2018 – Miglior video di un'artista femminile internazionale per No Tears Left to Cry[312]

## MTV Video Play Awards
- 2014 – Video più visti dell'anno per Problem[313]
- 2018 – Video più visti dell'anno per No Tears Left to Cry[314]
- 2019 – Video più visti dell'anno per 7 Rings[315]
- 2019 – Video più visti dell'anno per Thank U, Next
- 2020 – Video più visti dell'anno per Rain on Me[316]

## Music Awards Japan
- 2025 – Miglior canzone R&B/Contemporary internazionale in Giappone per We Can't Be Friends (Wait for Your Love)[317]

## Music Business Association
- 2013 – Artista emergente dell'anno[318]

## Music Choice Awards
- 2013 – Miglior artista emergente[319]

## Music City Film Critics Association
- 2025 – Candidatura come miglior attrice non protagonista per Wicked[320]
- 2025 – Candidatura come miglior cast per Wicked

## MusicDailyAwards
- 2021 – Miglior collaborazione internazionale per 34+35 (Remix) insieme a Doja Cat e Megan Thee Stallion[321]

## Music Society Awards
- 2017 – Candidatura come canzone dell'anno per Into You[322]
- 2017 – Candidatura come miglior canzone originale per Into You
- 2017 – Candidatura come "Scelta dei fan"
- 2017 – Album vocale Pop o Contemporary dell'anno per Dangerous Woman
- 2017 – Candidatura come miglior canzone solista Pop per Into You
- 2017 – Collaborazione Pop di un duo o di un gruppo per Side to Side
- 2017 – Candidatura come artista donna Pop o Contemporary dell'anno

## Myx Music Awards
- 2016 – Candidatura come video internazionale preferito per One Last Time[323]
- 2019 – Candidatura come video internazionale preferito per Thank U, Next[324]
- 2020 – Candidatura come video internazionale preferito per 7 Rings[325]
- 2021 – Candidatura come video internazionale preferito per Rain on Me[326]
- 2024 – Candidatura come video globale dell'anno per We Can't Be Friends (Wait for Your Love)[327]

## NAACP Image Award
- 2014 – Candidatura come miglior artista emergente[328]
- 2025 – Candidatura come miglior cast corale per Wicked

## National Board of Review
- 2024 – Premio "Spotlight" per la collaborazione creativa di Ariana Grande e Cynthia Erivo in Wicked[329]

## National Youth Theatre Awards
- 2009 – Miglior attrice protagonista in un musical per 13[330]

## NB100 Awards
- 2024 – Premio "What's Next In Beauty (Color)" per R.E.M. Beauty[331]

## Neox Fan Awards
- 2014 – Candidatura come artista emergente dell'anno[332]

## NewBeautyAwards
- 2023 – Miglior olio labbra per "Essential Drip Lip Oil" di R.E.M. Beauty[333]
- 2025 – Miglior lucida labbra per "Skinny Dripped Glossy Balm" di R.E.M. Beauty[334]

## New Mexico Film Critics
- 2024 – Miglior attrice non protagonista per Wicked[335]

## New Music Awards
- 2015 – Artista donna Top40 dell’anno[336]
- 2015 – Artista rivelazione Top40 dell’anno
- 2019 – Candidatura come artista donna Top40 dell’anno[337]
- 2019 – Artista donna AC dell’anno[338]
- 2021 – Gruppo Top40/CHR dell’anno insieme a Lady Gaga[339]
- 2022 – Candidatura come artista donna Top40 dell’anno
- 2025 – Candidatura come artista donna Top40 dell’anno[340]

## New York Film Critics Online
- 2024 – Candidatura come miglior attrice non protagonista per Wicked[341]
- 2024 – Candidatura come miglior cast per Wicked

## Nickelodeon Kids' Choice Awards
- 2014 – Attrice TV preferita per Sam & Cat[342]
- 2015 – Candidatura come artista femminile preferita[343][344]
- 2015 – Canzone dell'anno per Bang Bang
- 2015 – Candidatura come canzone dell'anno per Problem
- 2016 – Artista femminile preferita[345]
- 2017 – Candidatura come artista femminile preferita[346]
- 2017 – Candidatura come canzone preferita per Side to Side
- 2019 – Artista femminile preferita[347]
- 2019 – Canzone preferita per Thank U, Next
- 2020 – Artista femminile preferita
- 2020 – Candidatura come canzone preferita per 7 Rings
- 2021 – Artista femminie preferita
- 2021 – Collaborazione preferita per Stuck with U
- 2021 – Candidatura come collaborazione preferita per Rain on Me
- 2022 – Artista femminile preferita
- 2022 – Candidatura come collaborazione preferita per Save Your Tears (Remix)
- 2023 – Candidatura come animale domestico preferito (assegnato a Toulouse)
- 2024 – Candidatura come artista femminile preferita
- 2024 – Candidatura come canzone preferita per Yes, And?
- 2025 – Attrice cinematografica preferita per Wicked[348]
- 2025 – Candidatura come artista femminile preferita
- 2025 – Candidatura come canzone estratta da un film preferita per Popular
- 2025 – Canzone estratta da un film preferita per Defying Gravity

## Meus Prêmios Nick
- 2014 – Candidatura come artista internazionale preferito[349]
- 2014 – Candidatura come fandom preferito
- 2015 – Candidatura come artista internazionale preferito[350]
- 2016 – Candidatura come artista internazionale preferito[351]
- 2017 – Candidatura come artista internazionale preferito
- 2017 – Candidatura come show internazionale dell'anno per il Dangerous Woman Tour
- 2017 – Instagrammer dell'anno[352]
- 2018 – Artista internazionale preferito[353]
- 2019 – Candidatura come artista internazionale preferito

## Nickelodeon Kids' Choice Awards (Argentina)
- 2014 – Artista internazionale preferito[354]
- 2015 – Artista internazionale preferito[355]
- 2016 – Candidatura come artista internazionale preferito[356]
- 2018 – Candidatura come artista internazionale preferito

## Nickelodeon Kids' Choice Awards (Australia)
- 2013 – Candidatura come star Nickelodeon preferita per Victorious e Sam & Cat[357]
- 2014 – Candidatura come ragazza preferita[358]
- 2015 – Candidatura come fandom preferito[359]

## Nickelodeon Kids' Choice Awards (Colombia)
- 2014 – Candidatura come artista internazionale preferito[360]
- 2015 – Candidatura come artista internazionale preferito[361]
- 2016 – Artista internazionale preferito[362]
- 2017 – Candidatura come artista internazionale preferito[363]
- 2017 – Candidatura come miglior fandom

## Nickelodeon Kids' Choice Awards (Messico)
- 2014 – Artista internazionale preferito[364]
- 2015 – Candidatura come artista internazionale preferito[365]
- 2016 – Candidatura come artista internazionale preferito[366]
- 2018 – Candidatura come artista internazionale preferito[367]
- 2018 – Candidatura come canzone preferita per No Tears Left to Cry
- 2019 – Candidatura come artista internazionale preferito[368]

## Nickelodeon Kids' Choice Awards (Regno Unito)
- 2013 – Candidatura al premio "UK Favorite Fan Family"[369]

## NME Awards
- 2018 – Eroe dell'anno[6]
- 2018 – Momento musicale dell'anno per One Love Manchester

## North American Film Critic Association
- 2025 – Migliore attrice non protagonista per Wicked[370]

## North Carolina Film Critics Association
- 2022 – Candidatura come miglior canzone originale per Just Look Up dal film Don't Look Up
- 2025 – Candidatura come miglior attrice non protagonista per Wicked[371]

## North Dakota Film Critics Association
- 2022 – Candidatura come miglior canzone originale per Just Look Up dal film Don't Look Up
- 2025 – Candidatura come migliore attrice non protagonista per Wicked[372]
- 2025 – Candidatura come miglior cast per Wicked

## North Texas Film Critics Association
- 2021 – Candidatura come miglior cast corale per Don't Look Up
- 2024 – Candidatura come miglior attrice non protagonista per Wicked[373]

## NRJ Music Award
- 2014 – Artista esordiente internazionale dell'anno
- 2014 – Candidatura come canzone internazionale dell'anno per Problem[374]
- 2015 – Candidatura come miglior artista femminile internazionale[375]
- 2018 – Miglior artista femminile internazionale[376]
- 2018 – Candidatura come canzone internazionale dell'anno per No Tears Left to Cry
- 2018 – Candidatura come video dell'anno per il video di No Tears Left to Cry
- 2019 – Miglior artista femminile internazionale
- 2020 – Collaborazione dell'anno per Rain on Me
- 2020 – Candidatura come video dell'anno per il video di Rain on Me
- 2021 – Candidatura come collaborazione dell'anno per Save Your Tears (Remix)

## Oklahoma Film Critics Circle
- 2025 – Miglior attrice non protagonista per Wicked[377]

## One Take News Awards
- 2024 – Miglior attrice non protagonista (film) per Wicked[378]
- 2024 – Miglior cast (film) per Wicked

## Online Film Critics Society
- 2025 – Candidatura come migliore attrice non protagonista per Wicked[379]

## Online Film & Television Association
- 2025 – Candidatura come migliore attrice non protagonista per Wicked (2ª classificata)[380]
- 2025 – Candidatura come miglior cast corale per Wicked (2ª classificata)

## Palm Springs International Film Festival
- 2025 – Miglior attrice in ascesa per Wicked

## Pandora's Billionaires
- 2021 – Targa per il miliardo di streaming conseguiti su Pandora[381]

## People's Choice Awards
- 2014 – Artista esordiente preferito[382]
- 2015 – Candidatura come album preferito per My Everything[383]
- 2015 – Candidatura come canzone preferita per Bang Bang
- 2017 – Candidatura come artista femminile preferita[384]
- 2017 – Candidatura come artista pop preferito
- 2017 – Candidatura come album preferito per Dangerous Woman
- 2018 – Candidatura come artista femminile dell'anno[385]
- 2018 – Candidatura come album dell'anno per Sweetener
- 2018 – Candidatura come canzone dell'anno per No Tears Left to Cry
- 2018 – Candidatura come video dell'anno per il video di No Tears Left to Cry
- 2019 – Candidatura come artista femminile dell'anno
- 2019 – Candidatura come album dell'anno per Thank U, Next
- 2019 – Candidatura come canzone dell'anno per 7 Rings
- 2019 – Candidatura come video dell'anno per il video di 7 Rings
- 2019 – Candidatura come tour musicale dell'anno per lo Sweetener World Tour
- 2019 – Candidatura come celebrità social dell'anno
- 2020 – Artista femminile dell'anno
- 2020 – Celebrità social dell'anno
- 2020 – Candidatura come canzone dell'anno per Stuck with U
- 2020 – Candidatura canzone dell'anno per Rain on Me
- 2020 – Candidatura come collaborazione dell'anno per Rain on Me
- 2020 – Candidatura come video musicale dell'anno per il video di Rain on Me

## PETA's Libby Awards
- 2023 – Candidatura come migliore brand cruelty-free di una celebrità per R.E.M. Beauty[386]
- 2023 – Candidatura come migliore prodotto di bellezza cruelty-free per "Sweetener concealer" di R.E.M. Beauty[386]
- 2024 – Candidatura come miglior ombretto vegano e cruelty-free per "r.e.m. beauty x Wicked ozdust eyeshadow palette" di R.E.M. Beauty[387]
- 2024 – Miglior momento virale per gli animali per la sua intervista ad "Hot Ones"[388]

## Phoenix Critics Circle
- 2024 – Miglior attrice non protagonista per Wicked[389]

## Planeta Awards
- 2014 – Miglior nuovo artista/gruppo dell'anno[390]
- 2015 – Candidatura come "Megaplaneta" dell'anno per Problem
- 2015 – Miglior artista su Instagram[391]
- 2015 – Collaborazione dell'anno per Bang Bang[391]
- 2021 – Migliore canzone 25 hit dell'anno per Rain on Me[392]
- 2021 – Candidatura come migliore canzone pop per Positions
- 2021 – Candidatura come miglior album dell'anno per Positions
- 2021 – Candidatura come miglior artista/gruppo
- 2025 – Miglior album dell'anno per Eternal Sunshine[393]

## PLAY - Portuguese Music Awards
- 2019 – Candidatura come miglior artista internazionale[394]
- 2019 – Candidatura come miglior canzone internazionale per No Tears Left to Cry

## Pittsburgh Film Critics Association
- 2025 – Migliore attrice non protagonista per Wicked[395]

## Pollstar Awards
- 2017 – Candidatura come miglior tournée musicale pop per il Dangerous Woman Tour
- 2019 – Candidatura come miglior tournée musicale pop per lo Sweetener World Tour

## Pop Time Awards
- 2019 — Artista dell'anno[396]
- 2019 — Candidatura come album dell'anno per Thank U, Next
- 2019 — Video dell'anno per Thank U, Next
- 2019 — Candidatura come collaborazione dell'anno per Don't Call Me Angel
- 2019 — Candidatura come inno dell'anno per Needy
- 2019 — Candidatura come canzone dell'anno per 7 Rings

## Portland Critics Association
- 2025 — Migliore attrice non protagonista per Wicked[397]
- 2025 — Candidatura come miglior cast corale per Wicked

## Premios DeGira
- 2021 — Miglior video in lingua inglese per Save Your Tears[398]

## Premios Likes Brasil
- 2021 — Album dell'anno per Positions[399]
- 2022 — Candidatura come artista donna internazionale[400]

## Pride Awards
- 2025 – Candidatura come migliore attrice non protagonista per Wicked[401]
- 2025 – Candidatura come miglior cast corale in un film per Wicked
- 2025 – Miglior canzone originale o già esistente per Defying Gravity[402]

## Puerto Rico Critics Association Awards
- 2025 – Migliore attrice non protagonista per Wicked (2ª classificata)[403]

## Q Awards
- 2019 – Candidatura come miglior esibizione dal vivo[404]

## Queerty Awards
- 2021 – Inno dell'anno per Rain on Me

## QQ Music Dianfeng Year-End Awards
- 2025 — Miglior canzone occidentale dell’anno per We Can't Be Friends (Wait for Your Love)[405]

## Radio Disney Music Awards
- 2014 – Premio "Chart Topper"[406]
- 2014 – Candidatura come miglior artista esordiente
- 2014 – Candidatura come artista più chiacchierata
- 2015 – Miglior artista femminile[407]
- 2015 – Canzone dell'anno per Problem
- 2015 – Artista più chiacchierata
- 2015 – Candidatura come artista con più stile
- 2016 – Miglior canzone da ballare per Focus[408]
- 2017 – Miglior artista femminile[409]
- 2017 – Candidatura come miglior collaborazione per Beauty and the Beast

## RIAA Diamond Award
- 2024 – Premio disco di diamante per Bang Bang[410]
- 2025 – Premio disco di diamante per 7 Rings[411]

## Ritmo Latino Awards
- 2025 – Candidatura come cantante internazionale preferito[412]

## Rockbjörnen
- 2017 – Candidatura come concerto dell'anno per il Dangerous Woman Tour a Stoccolma[413]
- 2018 – Candidatura come canzone straniera dell'anno per No Tears Left to Cry[414]
- 2019 – Candidatura come canzone straniera dell'anno per 7 Rings[415]
- 2021 – Candidatura come canzone straniera dell'anno per Rain on Me[416]

## RTHK International Pop Poll Awards
- 2018 – Canzone super oro per Beauty and the Beast
- 2018 – Migliori dieci canzoni internazionali oro per Beauty and the Beast
- 2019 – Migliore artista donna (argento)[417]
- 2019 – Migliori dieci canzoni internazionali oro per 7 Rings
- 2019 – Migliori dieci canzoni internazionali oro per Thank U, Next
- 2019 – Album più venduto per Thank U, Next
- 2020 – Migliore artista donna (bronzo)[418]
- 2020 – Migliori dieci canzoni internazionali oro per Boyfriend
- 2021 – Migliori dieci canzoni internazionali oro per Rain on Me[419]
- 2023 – Candidatura come migliore artista donna[420]
- 2023 – Migliori dieci canzoni internazionali oro per Die for You (Remix)

## Santa Barbara International Film Festival
- 2025 – Premio "Virtuoso" per l'interpretazione nel film Wicked

## San Diego Film Critics Association
- 2022 – Miglior cast corale per Don't Look Up
- 2024 – Migliore attrice non protagonista per Wicked[421]
- 2024 – Candidatura come miglior cast corale per Wicked

## San Francisco Bay Area Film Critics Circle
- 2024 – Candidatura come miglior attrice non protagonista per Wicked[422]

## Satellite Award
- 2019 – Candidatura come miglior canzone originale per Don't Call Me Angel dal film Charlie's Angels
- 2025 – Migliore attrice non protagonista per Wicked[423]

## Screen Actors Guild Award
- 2022 – Candidatura come miglior cast cinematografico per Don't Look Up
- 2025 – Candidatura come miglior cast cinematografico Wicked
- 2025 – Candidatura come migliore attrice non protagonista cinematografica un film per Wicked

## Seattle Film Critics Society
- 2024 – Candidatura come miglior attrice non protagonista per Wicked[424]

## SEC Awards
- 2020 – Album dell'anno per Thank U, Next[425]
- 2020 – Canzone internazionale dell'anno per 7 Rings[426]
- 2020 – Candidatura come artista internazionale dell'anno[427]
- 2020 – Canzone internazionale dell'anno per Rain on Me[428]
- 2021 – Candidatura come artista donna internazionale dell'anno[429]
- 2021 – Candidatura come canzone internazionale dell'anno per Positions
- 2021 – Candidatura come miglior fandom
- 2022 – Candidatura come artista donna internazionale dell'anno[430]
- 2022 – Candidatura come collaborazione internazionale dell'anno per Met Him Last Night
- 2022 – Candidatura come canzone internazionale dell'anno per Save Your Tears (Remix)
- 2022 – Candidatura come miglior fandom
- 2023 – Candidatura come canzone internazionale dell'anno per Die for You (Remix)[431]
- 2024 – Candidatura artista donna internazionale dell'anno[432]
- 2024 – Candidatura come Album/EP internazionale dell'anno per Eternal Sunshine[433]
- 2025 – Candidatura come artista donna internazionale dell'anno[434]
- 2025 – Miglior interpretazione in un film internazionale per Wicked[435]

## SELF Healthy Beauty Awards
- 2022 – Miglior eye-liner liquido per "At the Borderline Eyeliner Marker" di R.E.M. Beauty[436]
- 2024 – Miglior cipria per "Hypernova Satin Matte Blush" di R.E.M. Beauty[437]

## Selfridges Beauty Awards
- 2022 – Lancio dell'anno per R.E.M. Beauty[438]
- 2022 – Prodotto di tendenza preferito per "Midnight Shadows Eyeshadow Palette" di R.E.M. Beauty

## SESAC Music Awards
- 2024 – Premio alla performance per We Can't Be Friends (Wait for Your Love)[439]
- 2024 – Premio alla performance per Yes, And?

## ShopTODAYBeauty Awards
- 2023 – Migliore ombretto liquido per "Lustrous Liquid Eyeshadow" di R.E.M. Beauty[440]
- 2025 – Miglior blush per "Hypernova Satin Matte Blush" di R.E.M. Beauty[441]

## Shorty Awards
- 2017 – Candidatura come miglior musicista[442]
- 2019 – Miglior narratore dell'anno[443]

## Society of Composers & Lyricists Awards
- 2022 – Miglior canzone originale per un film comico o musicale per Just Look Up dal film Don't Look Up

## Southeastern Film Critics Association Awards
- 2024 – Miglior attrice non protagonista per Wicked[444]

## St. Louis Film Critics Association
- 2024 – Miglior attrice non protagonista per Wicked (2ª classificata)[445]
- 2024 – Candidatura come miglior cast corale per Wicked[446]

## Space Shower Music Awards
- 2017 – Candidatura come cover miglior artista internazionale[447]
- 2019 – Miglior artista internazionale[448]

## Spotify Awards
- 2020 – Candidatura come artista donna più ascoltata[449]
- 2020 – Candidatura come artista donna più ascoltata da utenti di età compresa fra i 13 e i 17 anni
- 2020 – Candidatura come artista donna più ascoltata da utenti di età compresa fra i 18 e i 29 anni

## Spotify Billion Plaque
- 2020 – 1 miliardo di streaming per 7 Rings[450]
- 2020 – 1 miliardo di streaming per Thank U, Next
- 2021 – 1 miliardo di streaming per Side to Side
- 2021 – 1 miliardo di streaming per No Tears Left to Cry
- 2022 – 1 miliardo di streaming per Bang Bang
- 2022 – 1 miliardo di streaming per Into You
- 2022 – 1 miliardo di streaming per Positions
- 2022 – 1 miliardo di streaming per One Last Time
- 2023 – 1 miliardo di streaming per Save Your Tears (Remix)
- 2023 – 1 miliardo di streaming per Stuck with U
- 2023 – 1 miliardo di streaming per God Is a Woman
- 2023 – 1 miliardo di streaming per Rain on Me
- 2023 – 1 miliardo di streaming per Santa Tell Me
- 2024 – 1 miliardo di streaming per Dangerous Woman
- 2024 – 1 miliardo di streaming per 34+35[451]
- 2024 – 1 miliardo di streaming per Break Up with Your Girlfriend, I'm Bored
- 2024 – 1 miliardo di streaming per Die for You (Remix)
- 2024 – 1 miliardo di streaming per We Can't Be Friends (Wait for Your Love)
- 2024 – 1 miliardo di streaming per Love Me Harder
- 2025 – 1 miliardo di streaming per Break Free
- 2025 – 1 miliardo di streaming per Problem

## Streamy Awards
- 2017 – Miglior cover per Somewhere Over the Rainbow[452]

## Style Beauty Awards
- 2023 – Candidatura come miglior brand di una celebrità per R.E.M. Beauty[453]

## Sunset Circle Awards
- 2021 – Candidatura come miglior cast corale per Don't Look Up[454]

## Superdrug Awards
- 2018 – Miglior fragranza per "Moonlight by Ariana Grande"[455]

## Superdrug Star Awards
- 2024 – Miglior nuova fragranza femminile per "Cloud Pink by Ariana Grande"[456]

## TEC Awards
- 2022 – Candidatura come miglior risultato creativo nella produzione discografica di un singolo o di una traccia per Positions[457]

## Teen Choice Awards
- 2013 – Candidatura come miglior artista emergente[458]
- 2013 – Candidatura come artista femminile dell'estate
- 2013 – Candidatura come miglior icona di stile
- 2013 – Candidatura come miglior canzone d'amore per The Way
- 2014 – Miglior artista femminile[459]
- 2014 – Candidatura come artista femminile dell'estate
- 2014 – Candidatura come miglior fandom
- 2014 – Miglior singolo di un'artista femminile per Problem
- 2014 – Candidatura come miglior canzone di rottura per Break Free
- 2014 – Candidatura come miglior collaborazione web insieme a Alfie Deyes
- 2015 – Candidatura come artista femminile dell'estate[460]
- 2015 – Miglior singolo di un'artista femminile per One Last Time
- 2015 – Candidatura come miglior singolo di un'artista femminile per Bang Bang
- 2015 – Candidatura come tour musicale dell'estate per il The Honeymoon Tour
- 2015 – Miglior instagrammer
- 2016 – Candidatura come miglior artista femminile[461]
- 2016 – Candidatura come artista femminile dell'estate
- 2016 – Miglior canzone di un'artista femminile per Dangerous Woman
- 2016 – Candidatura come miglior canzone d'amore per Into You
- 2016 – Regina dei selfie
- 2017 – Miglior artista femminile[462]
- 2017 – Tour musicale dell'estate per il Dangerous Woman Tour
- 2017 – Miglior snapchatter
- 2017 – Miglior change maker
- 2017 – Candidatura come miglior fandom
- 2018 – Candidatura come miglior artista femminile[463]
- 2018 – Candidatura come artista femminile dell'estate
- 2018 – Candidatura come miglior singolo di un'artista femminile per No Tears Left to Cry
- 2018 – Candidatura come miglior canzone pop per No Tears Left to Cry
- 2018 – Miglior snapchatter
- 2019 – Candidatura come miglior artista femminile[464]
- 2019 – Miglior canzone pop per Thank U, Next
- 2019 – Candidatura come miglior singolo di un'artista femminile per 7 Rings
- 2019 – Candidatura come tour musicale dell'estate per lo Sweetener World Tour
- 2019 – Candidatura come miglior fandom

## Teen VogueInstawards
- 2014 – Premio come preferita dai fan[465]

## Telehit Awards
- 2015 – Candidatura come solista dell'anno[466]
- 2015 – Candidatura come video più popolare su Telehit per Break Free
- 2016 – Candidatura come solista dell'anno[467]
- 2016 – Candidatura come miglior video in inglese per Focus
- 2017 – Candidatura come solista dell'anno[468]
- 2019 – Candidatura come miglior artista solista
- 2019 – Candidatura come miglior video in inglese per 7 Rings

## The 420 Awards
- 2019 – Candidatura come migliore cantante donna[469]
- 2020 – Migliore cantante donna
- 2025 – Candidatura come migliore cantante donna

## The Daily Californian Arts Awards
- 2016 – Candidatura come miglior ingresso nella top 10 di Billboard per Side to Side[470]
- 2018 – Miglior artista[471]

## The Pop Hub Awards
- 2019 – Tour di concerti preferito per il Dangerous Woman Tour[472]
- 2019 – Cantante preferita[473]
- 2020 – Tour di concerti preferito per lo Sweetener World Tour[474]
- 2020 – Candidatura come canzone da ballare preferita per Boyfriend
- 2020 – Video musicale dell'anno per 7 Rings[475]
- 2021 – Candidatura come album dell'anno per Positions[476]
- 2021 – Candidatura come miglior coreografia per Rain on Me[477]
- 2021 – Miglior collaborazione per Rain on Me[478]
- 2021 – Candidatura come video musicale dell'anno per 34+35[479]
- 2021 – Candidatura come cantante preferita[480]
- 2022 – Candidatura come cantante preferita[481]
- 2022 – Candidatura come video musicale Pop preferito per Save Your Tears (Remix)[482]

## TiBS Editors Choice Awards
- 2024 – Migliore attrice non protagonista per Wicked[483]
- 2024 – Miglior cast per Wicked

## Ticketmaster Awards
- 2020 – Premio "Ticketmaster Touring Milestone" per lo Sweetener World Tour[484]

## Top 50 Music Awards
- 2014 – Miglior nuovo artista[485]
- 2015 – Miglior canzone dell'estate per Problem
- 2015 – Artista prominente dell'anno
- 2016 – Migliore artista donna
- 2016 – Migliore artista Pop
- 2018 – Consacrazione dell'anno[486]
- 2018 – Miglior tour per il Dangerous Woman Tour
- 2019 – Miglior canzone dell'estate per No Tears Left to Cry[487]
- 2019 – Migliore artista americano
- 2019 – Miglior canzone americana per No Tears Left to Cry
- 2019 – Migliore artista donna
- 2020 – Migliore artista Pop
- 2020 – Artista dell'anno[488]

## Tudo Information Awards
- 2019 – Video dell'anno per Thank U, Next[489]
- 2019 – Candidatura come hit dell'anno per Thank U, Next[490]
- 2020 – Fandom internazionale[491]
- 2020 – Artista donna internazionale[492]
- 2020 – Candidatura come collaborazione dell'anno per Rain on Me
- 2021 – Artista donna internazionale[493]
- 2021 – Candidatura come fandom internazionale[494]
- 2022 – Candidatura come artista donna internazionale[495]
- 2022 – Candidatura come fandom internazionale[496]
- 2022 – Candidatura come hit internazionale per Save Your Tears (Remix)[497]

## UK Film Critics Association
- 2024 – Candidatura come migliore attrice non protagonista per Wicked[498]

## Universal Music India Yearlies
- 2019 – Candidatura come artista dell'anno[499]
- 2019 – Candidatura come album dell'anno per Sweetener[500]
- 2020 – Candidatura come artista dell'anno[501]
- 2020 – Candidatura come album dell'anno per Thank U, Next[502]
- 2021 – Candidatura come artista dell'anno
- 2021 – Canzone di tendenza dell'anno per Positions[503]

## USEN HIT Western Music Ranking Award
- 2018 – Canzone occidentale dell'anno per No Tears Left to Cry[504]

## Utah Film Critics Association
- 2025 – Migliore attrice non protagonista per Wicked (2ª classificata)[505]
- 2025 – Candidatura come miglior cast per Wicked

## Vevo Certified
- 2013 – 100 milioni di visualizzazioni per The Way (Official Video) ft. Mac Miller[506]
- 2014 – 100 milioni di visualizzazioni per Problem ft. Iggy Azalea[507]
- 2014 – 100 milioni di visualizzazioni per Break Free (Official Video)[508]
- 2015 – 100 milioni di visualizzazioni per Love Me Harder[509]
- 2015 – 100 milioni di visualizzazioni per One Last Time (Official Lyric Video)[510]
- 2015 – 100 milioni di visualizzazioni per One Last Time (Official Video)[511]
- 2015 – 100 milioni di visualizzazioni per Baby I (Official Video)[512]
- 2015 – 100 milioni di visualizzazioni per Focus (Official Video)[513]
- 2015 – 100 milioni di visualizzazioni per Right There (Official Video) ft. Big Sean[514]
- 2016 – 100 milioni di visualizzazioni per Dangerous Woman (Official Video)[515]
- 2016 – 100 milioni di visualizzazioni per Into You (Official Video)[516]
- 2016 – 100 milioni di visualizzazioni per Side To Side (Official Video) ft. Nicki Minaj[517]
- 2016 – 100 milioni di visualizzazioni per Let Me Love You ft. Lil Wayne (Official Video)[518]
- 2016 – 100 milioni di visualizzazioni per Santa Tell Me (Official Video)[519]
- 2017 – 100 milioni di visualizzazioni per Everyday (Official Lyric Video)[520]
- 2018 – 100 milioni di visualizzazioni per Everyday (Official Video) ft. Future[521]
- 2018 – 100 milioni di visualizzazioni per no tears left to cry (Official Video) ft. Future[522]
- 2018 – 100 milioni di visualizzazioni per God is a woman (Official Video)[523]
- 2018 – 100 milioni di visualizzazioni per thank u, next (Official Video)[524]

## Victoria's Secret What Is Sexy Awards
- 2015 – Cantante più sexy[525]

## VogueBeauty Awards
- 2023 – "New kid on the block" per R.E.M. Beauty[526]

## Volume Awards
- 2018 – Artista più chiacchierato[527]

## W Magazine Best Performances Celebration
- 2025 – Migliori performance dell'anno per Wicked[528]

## Washington D.C. Area Film Critics Association
- 2024 – Candidatura come migliore attrice non protagonista per Wicked

## Webby Award
- 2022 –  Miglior sito di moda e bellezza per R.E.M. Beauty[529]
- 2022 – Miglior interfaccia utente mobile per R.E.M. Beauty
- 2022 – Miglior design visivo mobile per R.E.M. Beauty
- 2025 – Variety & Reality, General Video & Film (Video & Film) per Wicked Stars Ariana Grande & Cynthia Erivo Break Down Viral ‘Holding Space’ Interview[530]

## Weibo Music Awards
- 2024 – Candidatura come artista dell'anno[531]
- 2024 – Candidatura come canzone dell'anno per Yes, And?

## woman&homeBeauty Awards
- 2022 – Miglior multitasker per "Eclipse Cheek & Lip Stick" di R.E.M. Beauty[532]

## World Music Award
- 2014 – Candidatura come miglior intrattenitore dell'anno[533]
- 2014 – Candidatura come miglior artista donna
- 2014 – Candidatura come miglior artista dal vivo
- 2014 – Candidatura come miglior video per The Way
- 2014 – Candidatura come miglior canzone per The Way
- 2014 – Candidatura come miglior canzone per Popular Song

## World Soundtrack Awards
- 2022 – Candidatura come miglior canzone originale per Just Look Up dal film Don't Look Up[534]

## Worldwide Radio Summit Awards
- 2019 – Artista più grande dell’anno[535]

## Wowie Awards
- 2018 – Premio “tagga il tuo amico” per Thank U, Next
- 2020 – Candidatura come miglior performance musicale per l'esibizione di Rain on Me insieme a Lady Gaga durante gli MTV Video Music Awards
- 2022 – Miglior drag superfan
- 2023 – Miglior alleata
- 2024 – Candidatura come migliore album (The Zero Skips Award) per Eternal Sunshine[536]
- 2024 – Candidatura come “Best Dressed (The Pink Carpet Award)“ per il Met Gala insieme a Cynthia Erivo

## Young Hollywood Awards
- 2014 – Candidatura come star musicale più calda[537]
- 2014 – Candidatura come canzone dell'estate per Problem
- 2014 – Candidatura come miglior star dei social network

## Young Hollywood Hall of Fame
- 2012 – Stella come giovane cantante[538]

## YouTube Creator Awards
- 2011 – Silver Creator Award (per il canale YouTube dell'artista)
- 2013 – Gold Creator Award (per il canale YouTube dell'artista)
- 2015 – Silver Creator Award (per il canale YouTube "Honeymoon Diaries")
- 2015 – Diamond Creator Award (per il canale YouTube dell'artista)
- 2021 – Custom Creator Award (per il canale YouTube dell'artista)[539]
- 2022 – Silver Creator Award (per il canale YouTube "r.e.m. beauty")[540]

## YouTube Music Awards
- 2015 – 50 artisti da guardare[541]